# Blart III
Blart III è un romanzo di genere fantasy comico dello scrittore inglese Dominic Barker, ultimo capitolo della trilogia, e seguito di Blart II.

## Edizioni
- Dominic Barker, Blart III, traduzione di Michela Proietti, prima edizione, Rizzoli, 2009,  pp. 390, cap. 49, ISBN 978-88-17-03315-2.